# Phasia lineata
Phasia lineata là một loài ruồi trong họ Tachinidae.